# 주일청
주일청(朱一晴, 1939년 10월 3일 ~ )은 대한민국의 시인이자 대학 교수이며 예비역 육군 중위이다.

## 이력
그는 함경남도 갑산군 보혜면에서 출생하였으며 아호(雅號)는 규학(奎鶴), 황학(黃鶴), 채옥(彩玉), 옥관(玉關), 남회당(楠檜堂)이다.
아울러 그의 아우는 남성 영화배우 겸 연기자 주현(朱鉉)이다.
신장은 171cm이고 체중은 83kg이며 예비역 대한민국 육군 중위 출신이고 TV 드라마 제작 PD 겸 시문학 작가 출신이니만큼 유교 성리학 경전과 개신교 성경 분야에도 일가견이 있는 그는 남성 성우 겸 연극배우 및 예비역 대한민국 육군 중위 황일청(黃一淸)과 학군사관(ROTC) 동기이기도 한데 이에 아울러 친아우인 남성 영화배우 겸 연기자 및 예비역 대한민국 육군 중위 주현(朱鉉)에게는 학군사관 기수 2기 선배가 되기도 한다.

## 일생

### 생애 초기와 청년 시절
본관은 신안(新安)이며 함경남도 갑산군 보혜면에서 출생하였고 지난날 한때 함경북도 청진에서 잠시 유아기를 보낸 적이 있으며 그 이후 함경남도 혜산진에서 잠시 유년기를 보낸 적이 있는 그는 1950년 6·25 한국 전쟁 때 직계 일가 친족들을 따라 남하를 하여 그 후 충청남도 부여군 부여읍 용정리와 경기도 고양군 일산읍 탄현리와 서울 중구 황학동에서 성장하였다.
그는 드라마 연출감독 출신이기도 하며 군 시절에는 학군사관으로 복무를 하였다.

### 주요 경력
- 1960년 서울대학교 철학과 재학 시절 시인으로 첫 등단.
- 1961년 서울대학교 철학과 재학 시절 시조 시인으로 등단.
- 1963년 서울대학교 철학과 학사(1963년 2월).
- 1963년 대한민국 육군 소위 임관(1963년 3월).
- 1963년 육군정훈학교 수료.
- 1963년 육군보병학교 수료.
- 1964년 육군포병학교 수료.
- 1965년 대한민국 육군 중위 진급(1965년 3월).
- 1966년 베트남 전쟁에 7개월간 참전(1966년 1월).
- 1966년 베트남 전쟁 참전을 마치고 대한민국에 귀국(1966년 8월).
- 1968년 대한민국 국방대학교 행정학사(1968년 2월).
- 1969년 대한민국 육군 중위 예편(1969년 6월).
- 1969년 서울중앙방송 PD로 입사(1969년 12월).
- 1973년 서울중앙방송이 KBS 한국방송공사로 개편되면서 KBS 한국방송공사 PD로 임직.
- 1988년 5년제 한국방송통신대학교 경영학과 학사(1988년 2월)
- 1991년 KBS 한국방송공사에서 퇴직하고 SBS 서울방송 PD로 이적.
- 1998년 SBS 서울방송에서 퇴직.
- 2000년 자유민주연합 문화예술행정특임위원(2000년 7월).
- 2001년 자유민주연합 문화예술행정특임위원 직위 퇴임(2001년 2월).
- 2001년 명지대학교 초빙교수.
- 2001년 대전대학교 전임강사.
- 2002년 3회 지방 선거에 서울 관악구청장 무소속 후보 출마하였지만 김희철 당시 새천년민주당 후보에게 낙선.
- 2006년 건국대학교 겸임교수.
- 2007년 중앙대학교 초빙교수.
- 2007년 숭실대학교 전임교수.
- 2008년 홍익대학교 전임강사.
- 2008년 단국대학교 외부강사.
- 2009년 안양대학교 겸임교수.
- 2009년 성결대학교 겸임교수.
- 2011년 동아방송예대 특임강사.
- 2012년 가천대 석좌교수.

## 가족 관계
- 본인: 주일청(朱一晴, 1939년 10월 3일(85세) 일제 강점기 조선 함경북도 갑산 출생. 시인.)
- 배우자: 최은조(崔垠朝, 1945년 12월 1일(79세) 미 군정 남조선 과도정부 충청북도 청주에서 출생하였고 대한민국 충청남도 대전과 대한민국 서울에서 성장하였으며 본관(관향)은 해주(海州)이고 1970년 10월 30일을 기하여 주일청과 결혼하여 이후 그와의 사이에서 1남 1녀를 둠.)
  - 딸: 주채원(朱彩苑, 1972년 4월 13일(53세) 대한민국 서울 출생. 기혼 및 출가.)
  - 아들: 주도희(朱道熙, 1976년 8월 6일(48세) 대한민국 서울 출생. 기혼.)
- 아우: 주현(朱鉉, 1943년 3월 1일(82세) 일제 강점기 조선 함경북도 혜산 출생. 영화배우 겸 연기자. 기혼이며 슬하 1남 1녀가 있음.)

## 어린 시절 일화
근래에 매스컴에서 공개된 이야기에서는 주일청과 그의 친아우 주일춘(연기자 주현)이 모두 어린 시절 6·25 한국 전쟁 때 남쪽으로 피난을 내려오면서 피난지 충청남도 부여의 어느 큰 정미소 앞뜰에서 놀면서 전쟁이 하루속히 끝나기를 기원하는 소박한 소원을 담으며 지내다가 서울로 상경을 하였는데 주일청과 주일춘(주현)이 충청남도 부여 피난지에서 놀던 정미소가 연기자 조민희 어머니 김승자 여사의 어린 시절 친정 부모 명의 소유물이었다는 일화가 있다.

## 작품

### 시집
- 2000년 《서기 2000년 내 마음 별과 같이》

### 연극 연출
- 2002년 《사랑방 손님과 어머니》

## 출연작

### 라디오 프로그램
- 2016년 6월 - EBS FM 《EBS 책 읽는 라디오 낭독 시리즈》